# ここにいるよ (SoulJaの曲)
「ここにいるよ feat.青山テルマ」（ここにいるよ フィーチャリング あおやまテルマ）は、SoulJaの5枚目のシングル。2007年9月19日発売。発売元はNAYUTAWAVE RECORDS。青山テルマが参加している。

## 解説
2007年6月20日に着うたで先行発売。発売当初の売れ行きは低調だったが、次第に売り上げを伸ばした。同年9月19日に着うたフルとシングルCDで発売された。
音楽配信では270万ダウンロード、シングルCDは25万枚を売り上げた。
遠距離恋愛ソングとしてロングヒットを記録。歌詞には神奈川県の鎌倉が出て来る。2008年にはアンサーソングとして 青山の「そばにいるね feat.SoulJa」が発売された。
本曲のミュージック・ビデオには、女優の星野奈津子が起用されている。

## 収録曲
1. ここにいるよ feat.青山テルマ (5:30)
（作詞・作曲:SoulJa）
TBS『COUNT DOWN TV』2007年9月度エンディングテーマ
2. First Contact (3:28)
（作詞・作曲・編曲:SoulJa）

## 楽曲の収録アルバム
- Spirits
- アイのうた